# Metropolia di Leucade e Itaca

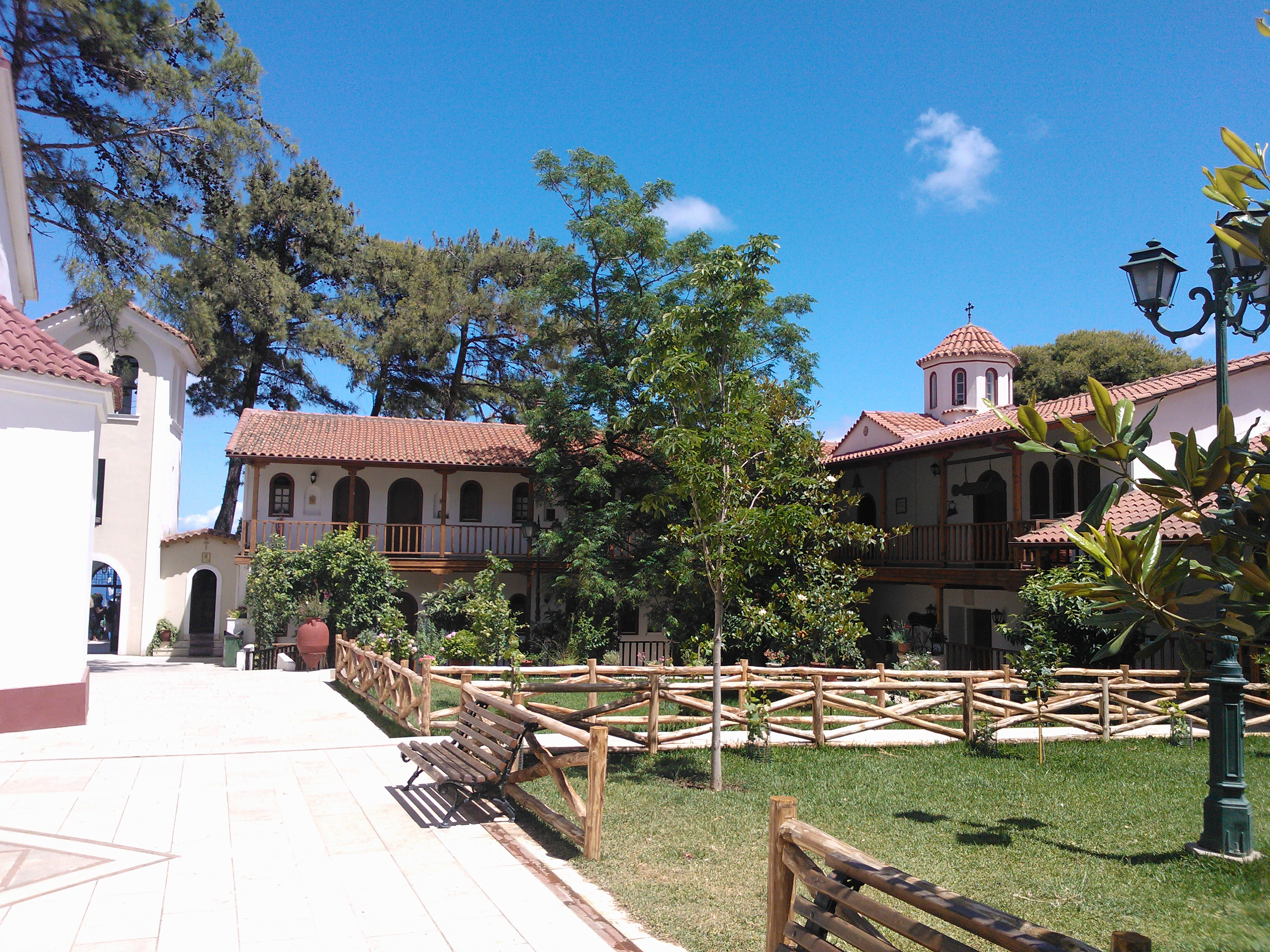
Il monastero di Panagia Faneromeni.

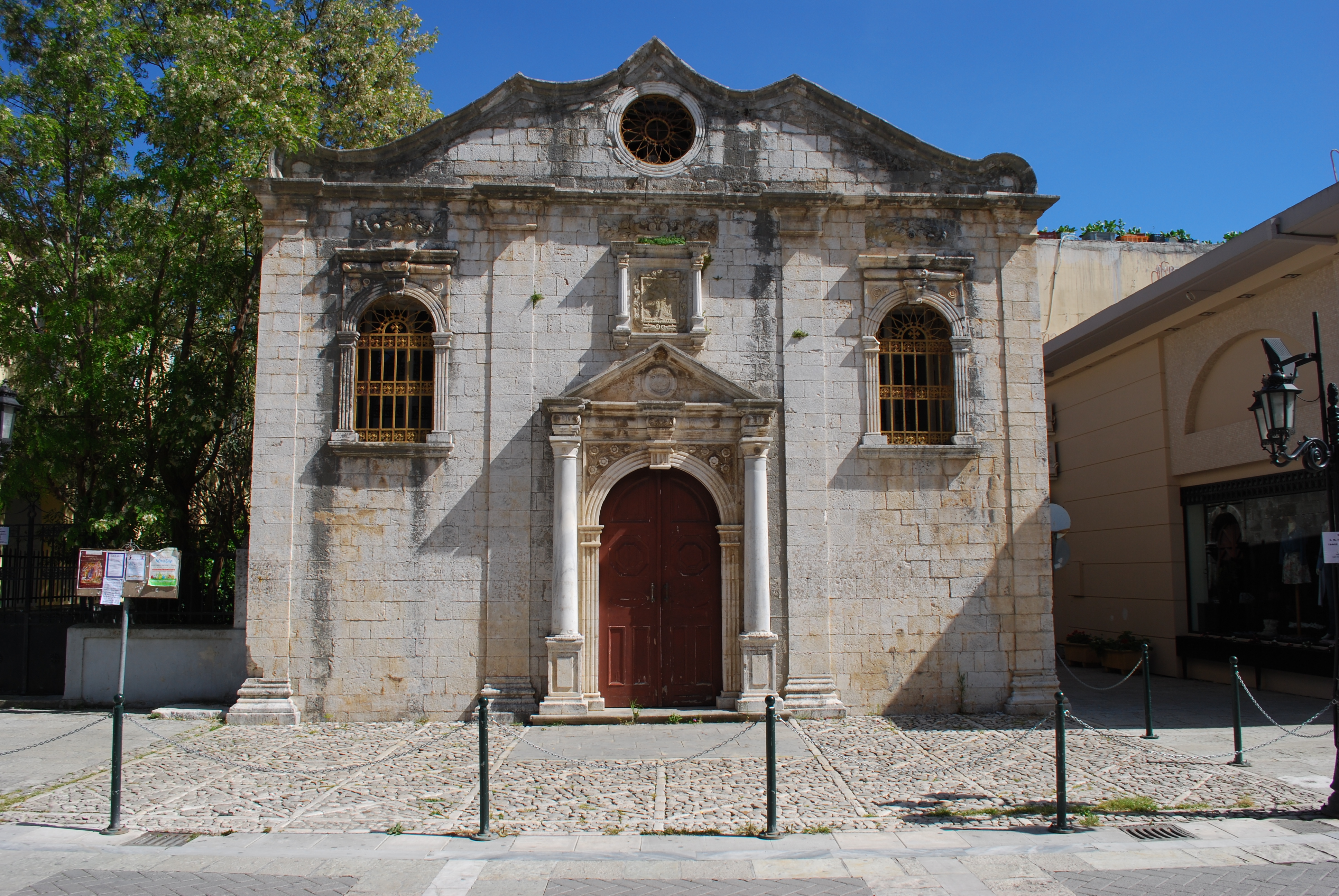
La chiesa del Pantokrator a Leucade.

La metropolia di Leucade e Itaca (in greco Ιερά Μητρόπολης Λευκάδος και Ιθάκης?, Ierá Mitrópolīs Leukádos kai Ithakīs) è una diocesi della Chiesa di Grecia, con sede a Leucade.

## Territorio
La metropolia comprende le isole di Leucade e Itaca nel mar Ionio e altre isole minori.
A Leucade sorge la cattedrale dedicata all'Annunciazione. Tra le chiese più importanti si possono annoverare quella di Hagios Demetrios, della fine del XV secolo, del Pantokrator (1694) e di Hagios Menas (1707) a Leucade.
Nel 2004 la metropolia comprendeva 37.000 abitanti e vi si contavano 53 parrocchie di cui 10 a Itaca. Vi sorgono inoltre 4 monasteri: due maschili, Panagia Faneromeni e Santissima Theotokos; e due femminili, San Nicola e Sant'Alessandro.
Patrona della metropolia è santa Maura, che per un certo periodo dette anche il nome all'isola e alla diocesi, ricordata nel calendario greco e nel martirologio romano il 3 maggio assieme a san Timoteo.

## Storia
Leucade, capoluogo dell'isola omonima in Grecia, è stata un'antica sede della provincia romana dell'Epirus Vetus nella diocesi civile di Macedonia.
La presenza di san Paolo a Nicopoli, attestata dalla lettera a Tito (3,12), ha suggerito agli eruditi e studiosi locali una precoce evangelizzazione dell'isola di Leucade. La tradizione ha tramandato il nome di Sosione come protovescovo di Leucade, inviato nell'isola dallo stesso san Paolo. In realtà le tracce del cristianesimo in epoca paleocristiana sono molto rare, e non sono noti vescovi di questa sede anteriori al IX secolo. Infatti i primi vescovi certi di Leucade sono documentati nella seconda metà del secolo: un anonimo (forse Antonio o Eutimio), attestato da un sigillo vescovile; e Germano, che nel mese di novembre 879 fu presente alla seduta di apertura del  concilio di Costantinopoli dove fu riabilitato il patriarca Fozio.
La tradizione tuttavia, dopo Sosione, menziona almeno quattro vescovi, la cui storicità è dubbia: il martire san Donato, morto all'epoca di Diocleziano nel 284 o 287, confuso probabilmente con san Donato di Eurea; Agatergo o Agatarko, che avrebbe partecipato al concilio di Nicea del 325, ma che non risulta su nessuna delle numerose liste episcopali di questo concilio; la stessa cosa per i vescovi Zaccaria e Pelagio, che avrebbero preso parte ai concili di Costantinopoli del 379 e del 668.
È presumibile che inizialmente la sede fosse suffraganea dell'arcidiocesi di Nicopoli di Epiro, la sede metropolitana dell'Epirus vetus. Tuttavia essa compare per la prima volta nella Notitia Episcopatuum del patriarcato di Costantinopoli, databile all’inizio del X secolo, come arcidiocesi dipendente direttamente dal patriarca. Questo status è mantenuto in tutte le Notitiae successive fino al XV secolo.
In epoca crociata, l'isola fu occupata dai veneziani e governata dalla famiglia Orsini; Venezia rimase padrona di Leucade fino al 1479. La riconquistarono agli ottomani nel 1684, per perderla definitivamente nel 1797.
Diversamente da quanto avvenuto in altre parti della Grecia, la Santa Sede ritenne opportuno di non istituire a Leucade nessuna diocesi di rito latino. Tuttavia sono pochi i vescovi greci noti dopo la creazione dell'impero latino di Costantinopoli, e quelli eletti dal Santo Sinodo patriarcale durante il XIII secolo non presero mai possesso della loro sede, vivendo nella capitale, come ausiliari o titolari.
Quando, nel 1824, la Grecia fu liberata dalla dominazione ottomana, l'arcidiocesi di Leucade fu elevata al rango di sede metropolitana honorias causa, nota con il nome di "Leucade e Santa Maura". Nel 1866 la metropolia passò dal patriarcato di Costantinopoli alla Chiesa di Grecia, che aveva ottenuto l'autonomia (autocefalia) dalla sede patriarcale. Il 1º novembre 1886, la diocesi di Itaca, istituita all'inizio dell'Ottocento, fu unita a quella di Leucade, ufficialmente riconosciuta come sede metropolitana, e che assunse da quel momento il nome di "Leucade e Itaca".

## Cronotassi degli arcivescovi e dei metropoli
- Anonimo (Antonio o Eutimio?) † (seconda metà del IX secolo)
- Germano † (menzionato nell'879)
- Sabas † (X/XI secolo)
- Anonimo (Eunichio?) † (menzionato nel 968)
- Giovanni I † (menzionato nel 997)
- Natanaele I †
- Alipio † (dimissionario tra il 997 e il 1043)
- Giacomo † (menzionato nel 1043)
- Anonimo ? † (menzionato nel 1058)
- Costantino † (menzionato nel 1072)
- Giovanni II † (seconda metà dell'XI secolo)
- Anonimo † (menzionato nel 1116 e nel 1117)
- Anonimo † (menzionato nel 1144)
- Anonimo † (menzionato nel 1167)
- Andrea † (menzionato nel 1185)
- Anonimo † (menzionato nel 1186)[7]
- Michele † (XII secolo)
- Anonimo † (menzionato nel 1235)
- Sofronio † (menzionato nel 1276)
- Matteo † (dopo maggio 1365 - luglio 1367 eletto metropolita di Naupacto)
- Agapeto † (menzionato nel 1429)
- Ilarione † (1431 - ?)
- Anfilochio † (menzionato nel 1513)
- Tarasio † (menzionato nel 1522)
- Epifanio † (menzionato nel 1533)
- Arsenio † (menzionato nel 1541 e 1542)
- Antimo I † (? - 1º novembre 1619 deceduto)
- Metrofane I † (18 maggio 1620 ordinato - 11 novembre 1620 deceduto)
- Antimo II † (1621 - 26 febbraio 1624 deceduto)
- Natanaele II † (luglio 1624 eletto - 1625 ?)
- Metrofane II † (menzionato nel 1625)
- Antimo III ? † (menzionato nel 1640)
- Natanaele III † (menzionato nel 1641)
- Joasaph Sépatos † (menzionato nel 1653)[8]
- Teocleto I † (menzionato nel 1662)
- Partenio † (menzionato nel 1674)
- Eutimio † (? - 1675 deposto)
- Teocleto II † (19 aprile 1675 - prima di luglio 1678)
- Antimo Marino † (1684 o 1688 - dopo il 1693)
- Teofane Danias † (1704 - 12 ottobre 1709 deceduto)
- Eugenio Marino † (1710 - 1734 deceduto)
- Melezio Serbos † (23 giugno 1734 ordinato - 31 luglio 1734 deceduto)
- Dionisio Konidares † (1º febbraio 1738 - dicembre 1742 deceduto)
- Crisanto Psomas † (1743 - 1762 deposto)
- Melezio Konidares † (1766 - 1779 deceduto)
- Gioacchino Marino † (1779 - 1799)
- Partenio Konidares † (1779 - 1817 deceduto)
- Zaccaria Montesantos † (1819 - marzo 1829 deceduto)
- Eugenio Phetses † (1833 - gennaio 1851 deceduto)
- Gregorio Arabanes † (11 aprile 1851 - giugno 1886 deceduto)
  - Sede vacante (1886-1899)
- Eugenio Perdikares † (agosto 1899 - luglio 1903)
  - Sede vacante (1903-1907)
- Daniele Soulides † (26 luglio 1907 - 13 novembre 1917 deposto)
  - Sede vacante (1917-1923)
- Daniele Soulides † (gennaio 1923 - 16 marzo 1927 dimesso) (per la seconda volta)
  - Sede vacante (1927-1931)
- Demetrio (Eutimio) Pappas † (18 febbraio 1931 - 29 febbraio 1940 eletto metropolita di Dryinoupolis, Pogoniani e Konitsa)
- Doroteo (Dionisio) Palladinos † (10 settembre 1940 - 25 giugno 1968 dimesso)
- Niceforo Dedouses † (7 luglio 1968 ordinato - 28 gennaio 2008 deceduto)
- Teofilo (Costantino) Manolatos, eletto il 24 giugno 2008